# 適切さの論理
適切さの論理（てきせつさのろんり）、あるいは相関論理（そうかんろんり）、関連性の論理（かんれんせいのろんり）、関連性論理（かんれんせいろんり）は、論理学のいかなる体系においても最も重要な論理結合子と考えられる「ならば」や推論の論理構造を再検討した論理体系である。英語では、オーストラリアの論理学者は Relevant logics と呼び、それ以外の英語圏の論理学者は Relevance logics と呼ぶ。

## 古典論理における実質含意と「ならば」の乖離
古典論理において条件関係（conditional relation）、含意関係（implicational relation）、帰結関係（entailment relation）を表す論理結合子（logical connectives）である実質含意（material implication）と、我々が普段思考するときや推論するときに使用する条件関係、含意関係や帰結関係を表す「ならば」という言葉の間には、大きな隔たりがある。これは、実質含意に関するパラドクス（paradoxes of material implication）、もしくは実質含意のパラドクス（implicaitonal paradoxes）として知られている。
なお、条件関係、含意関係、帰結関係の関連性や関係については様々な議論がある。しかし、本稿では、この三つを特に区別せず、ともに「もし～ならば…」で表現される関係として扱っている。
条件関係を持った文を条件文という。条件文「P⇒Q」の「P」の部分を前件（antecedent）、「Q」の部分を後件（consequent）という。古典論理において、ある条件文が真であるときの条件は「『その条件文の前件が真であるのに、後件は偽である』ということがない」である。よって古典論理においては、前件と後件の真偽のみがその条件文の真偽に関係し、前件と後件の間に関連性があるかどうかは、条件文の真偽に関係しない。しかしながら、我々がある条件文が真であると考えるときには、上記の条件のみを満たしているだけでは不十分である。我々は、ある条件文が真であるとき、その条件文の前件と後件に関連性があることを期待する。
例えば、以下の三つの条件文は全て古典論理においては真であるが、我々は真であるとは考えない。
- 「1+1=2」ならば「雪は白い」
- 「1+1=5」ならば「雪は白い」
- 「1+1=5」ならば「雪は黒い」

この我々が普段使用する「ならば」と古典論理における実質含意の乖離が実質含意のパラドクスである。
この乖離について、多くの研究が行われきた。
- 1932年、様相論理学の創始者の一人である C・I・ルイス によって実質含意のパラドクスを避けるために、厳密含意 が提案された。しかしながら、我々が普段使用する「ならば」の意味からすれば、厳密含意にも「ならば」に対する乖離が見られた。
- 1955年、スギハラ（Sugihara）によって、実質含意のパラドクスの一般的な特徴が初めて提示された。
- 1956年、ヴィルヘルム・アッカーマン（Ackermann）によって厳格含意（Regorous implication）が提案された。
- 1957–1959年、ゲオルク・ヘンリク・フォン・ヴリグト（Von Wright）、ピーター・ギーチ（Geach）とティモシー・スマイリー（英語版）（Smiley）によって、帰結関係に関する非形式的な基準が提案された。
- 1950年代–1970年代、アラン・アンダーソン（Anderson）とニュエル・ベルナップ（英語版）（Belnap）がアッカーマンの研究成果を拡張し、変数共有（variable-sharing）の概念を提案した。

## 適切さの論理
適切さの論理は、我々が普段使用している条件関係や含意関係、帰結関係の意味を古典論理における実質含意よりもより忠実に表現し、扱うことを目的として構築された論理である。

### 代表的な論理体系
最初に提案された論理体系はアッカーマンによって提案されたΠ'である。アッカーマンは、新たに基本論理結合子として厳格含意を導入することで実質含意のパラドクスを排除した。アンダーソンとベルナップは、この論理体系Π'を再構築し、この体系と同等な体系である帰結関係の体系E（system E of entailment）を提案した。
また、Belnapは、実質含意よりも制限が強く、厳格含意よりも制限が弱い、含意結合子である相関含意（relevant implication）を提案し、それに基づき 相関含意の体系R（system R of relevant implication）を提案した。また、アンダーソンとベルナップによって体系T（system T of ticket entailment）が提案された。